# جايات (آن)
جايات (بالفرنسية: Jayat)‏ هي بلدية فرنسية تقع في إقليم الآن في فرنسا. الرمز الإنسي لها هو:1196. أما رمزها البريدي فهو: 1340.